# Shura-e Nazar
Shura-e Nazar est le nom d'une alliance créée entre les différents commandants moujahidines à la fin des années 1980, et dirigée par le commandant Ahmad Shah Massoud jusqu'à son assassinat le 9 septembre 2001. On le considère aujourd'hui comme une alliance politique et militaire d'anciens commandants du Front Uni et de hauts fonctionnaires (la plupart du Jamiat-e Islami) dirigés par le ministre de la défense Fahim, le ministre de l'éducation Qanooni, et le ministre des affaires étrangères Abdullah. Beaucoup d'Afghans considèrent les membres du Jamaat-e Islami et du Nahzat-e Mille, ainsi que d'autres groupes alliés, comme faisant partie du Shura-e Nazar.